# FK Sloboda Užice
FK Sloboda Point Sevojno – serbski klub piłkarski z miasta Užice/Sevojno, utworzony w roku 2010. 

## Historia
Pierwotna nazwa klubu powstałego w 1925 roku to FK Sloboda Užice. 
1 lipca 2010, klub FK Sevojno połączył się z klubem FK Sloboda Užice i przyjął nazwę FK Sloboda Point Sevojno. Warunki fuzji zakładają, że nowy klub będzie kontynuował tradycję FK Sevojno, ale będzie korzystał z infrastruktury drużyny FK Sloboda.  
W październiku 2011 roku klub powrócił do nazwy  FK Sloboda Užice.